# Masenqo
Le masenqo est un instrument à cordes frottées du genre des râbab. C'est une vièle dotée d'une seule corde qui se joue avec un archet. Il s'agit d'un cordophone que l'on trouve dans la corne de l'Afrique, en Éthiopie et en Érythrée.

## Lutherie

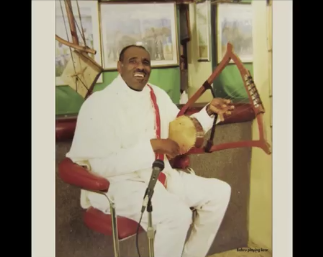
Bahru Kegne avec son masenqo

Le résonateur en forme de losange est normalement recouvert de cuir éthiopien. L'accord de l'instrument est réglé par le biais d'une grande cheville. 

## Jeu

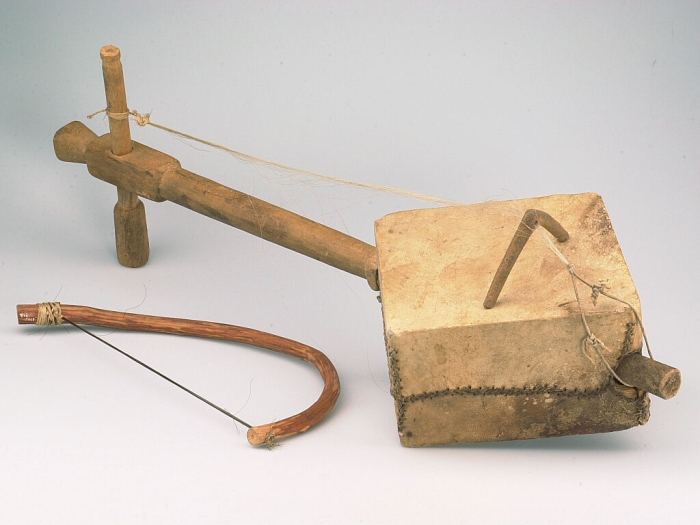
Un masenqo traditionnel.

Comme le krar, c'est un instrument utilisé par les ménestrels ou azmaris ("chanteur" dans la langue amharique) dans la musique éthiopienne. Le jeu du massinko nécessite une grande virtuosité.
On le retrouve aussi en Érythrée.